# Варнкенгаген
Варнкенгаген (нім. Warnkenhagen) — громада в Німеччині, розташована в землі Мекленбург-Передня Померанія. Входить до складу району Росток. Складова частина об'єднання громад Мекленбургіше-Швайц.
Площа — 19,49 км2. Населення становить 328 ос. (станом на 31 грудня 2020).

## Галерея

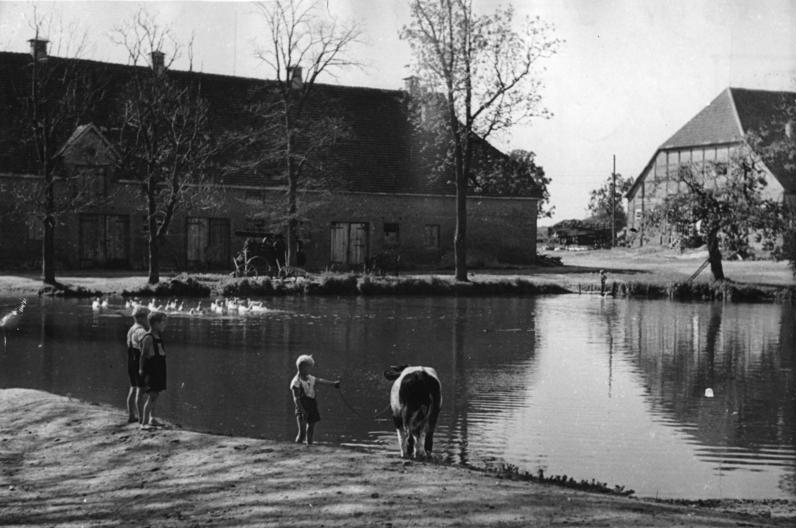
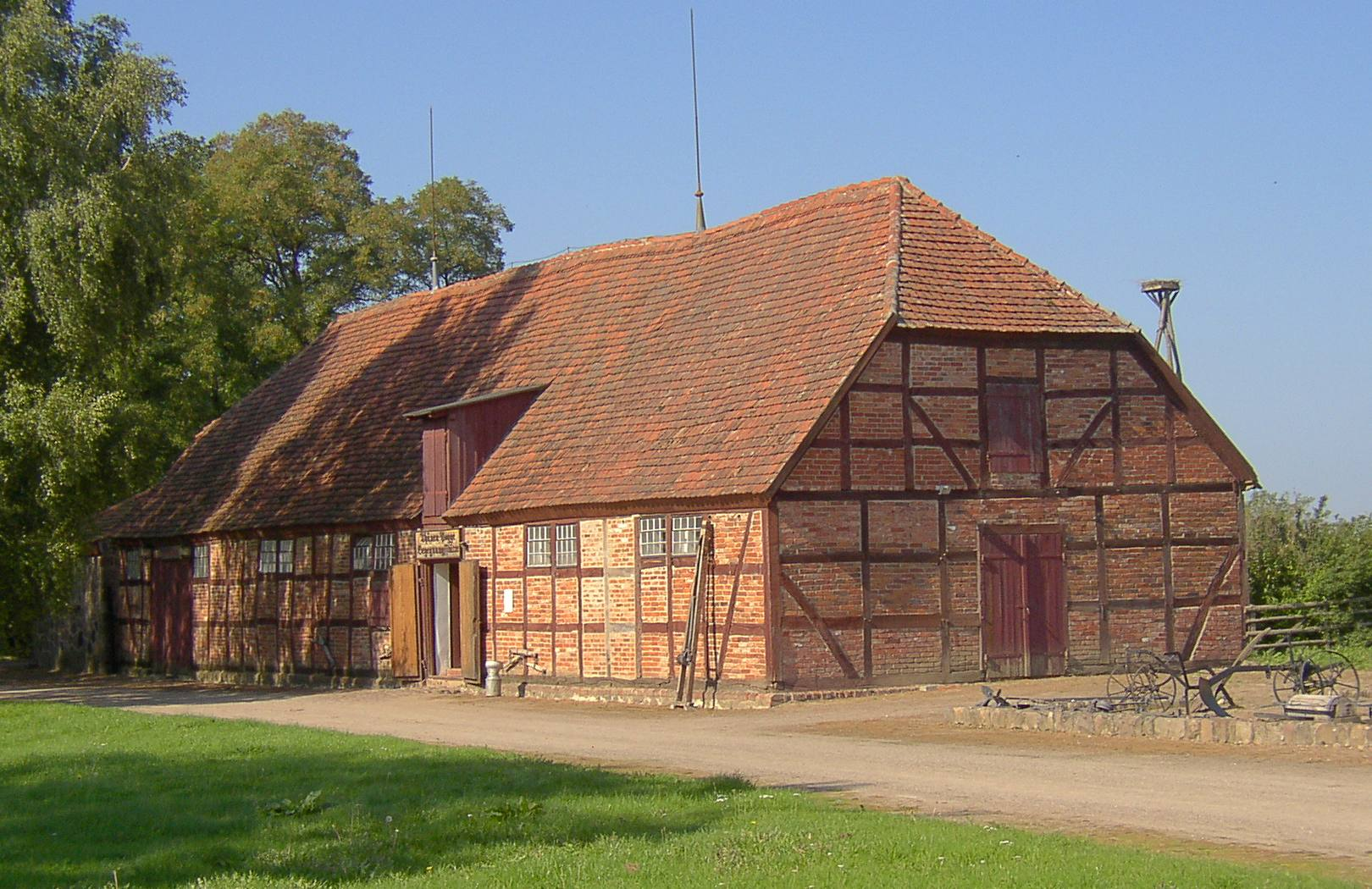
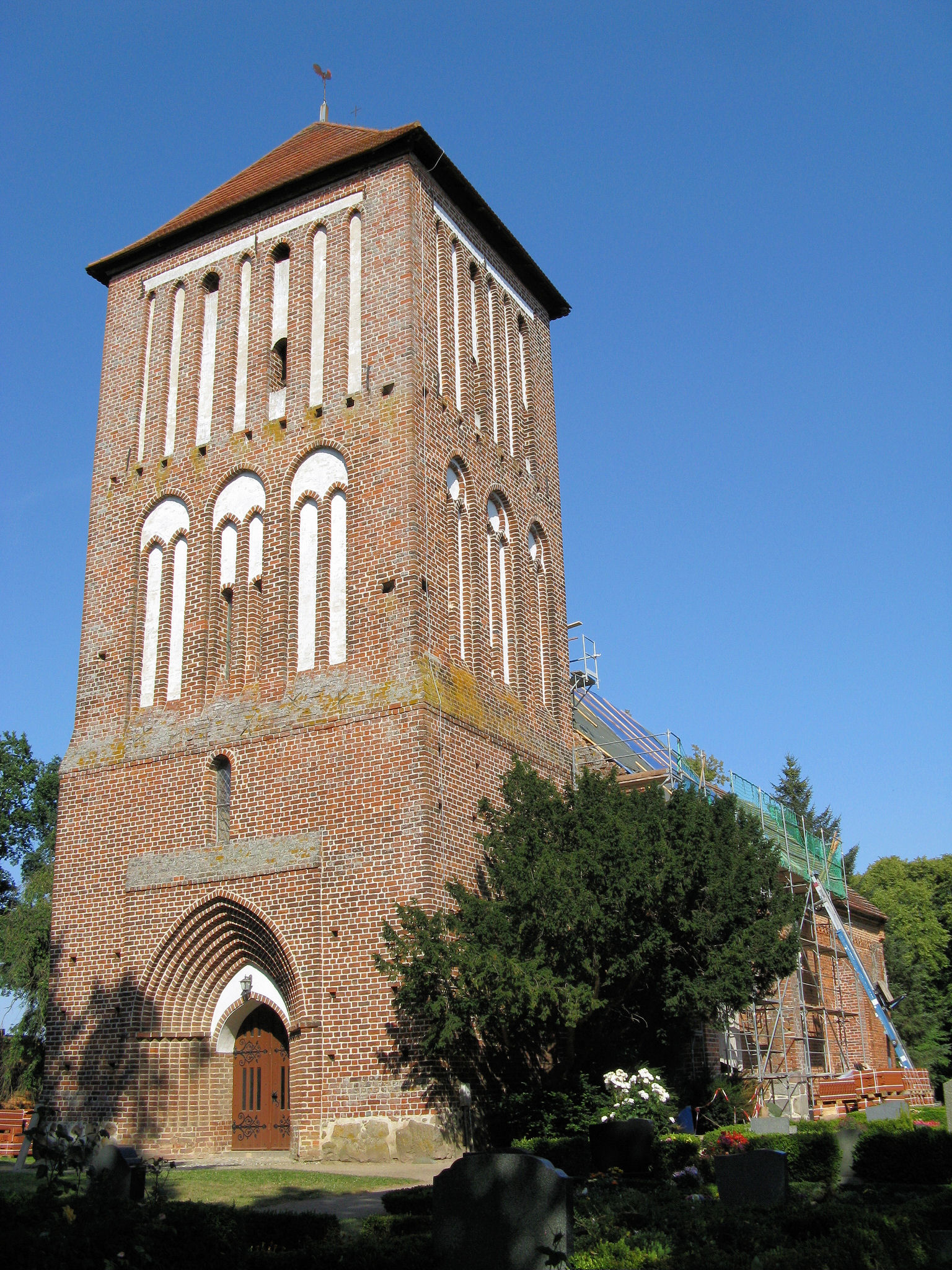
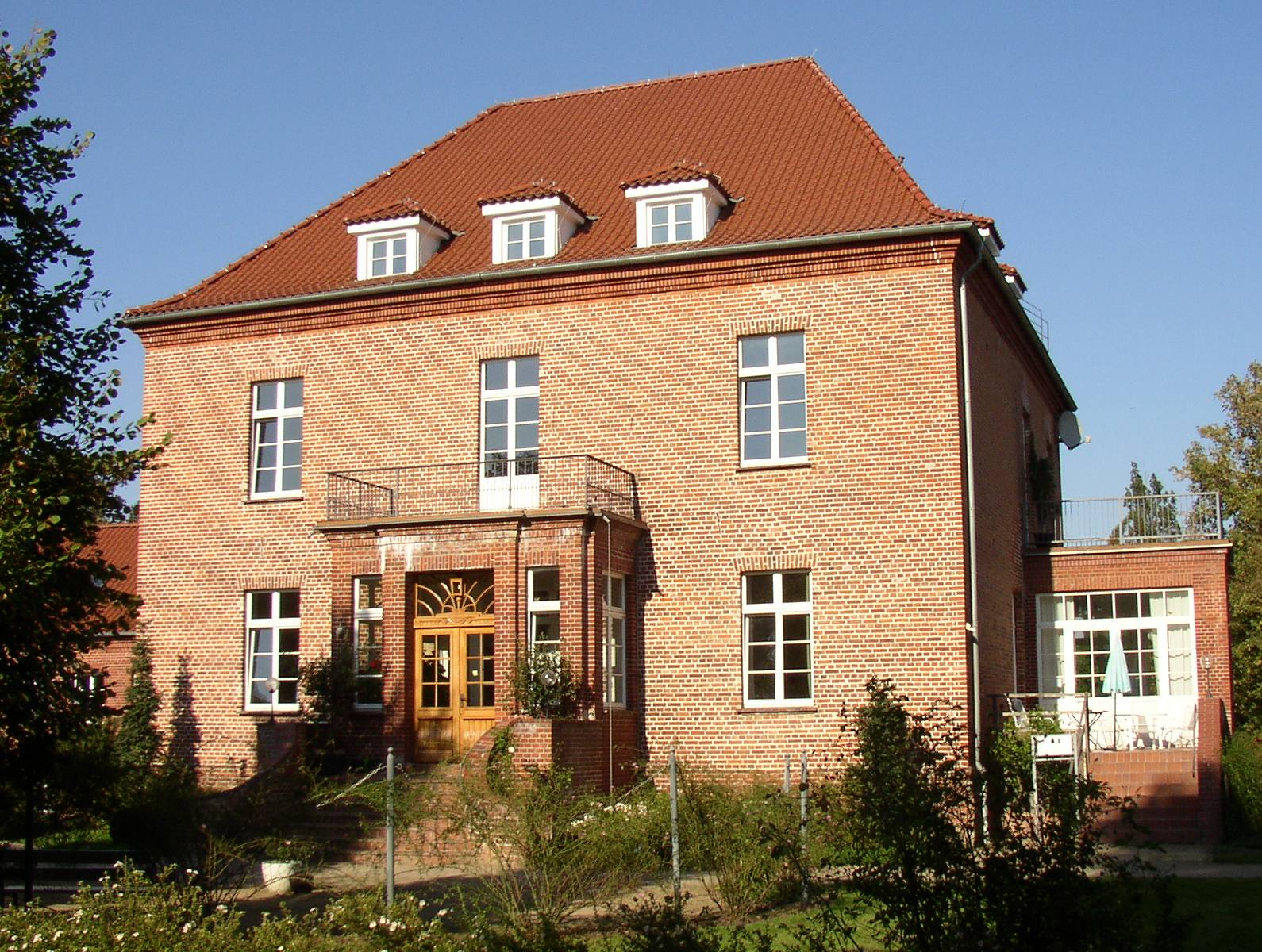